# I delitti della luna piena
I delitti della luna piena (Romasanta) è un film del 2004 diretto da Paco Plaza.
Film prodotto da Brian Yuzna e distribuito dalla Dnc Entertainment. Nelle sale cinematografiche italiane è stato distribuito dal 26 novembre 2004.
Il film è ispirato ad un venditore ambulante, Manuel Blanco Romasanta, realmente esistito della fine del 1800, che confessò di aver ucciso tredici persone e di aver ricavato dal loro grasso del sapone. 
Il film contribuì a lanciare la carriera di Elsa Pataky.

## Trama
Spagna, Galizia 1850. Vengono ritrovati tredici cadaveri con terrificanti mutilazioni ed inspiegabili incisioni chirurgiche. Gli abitanti del paese sono troppo intimoriti per addentrarsi nelle foreste infestate dai lupi. Nasce così la leggenda del "Licantropo di Allariz".